# نيكولاس إيبانيز (لاعب كرة قدم، مواليد 1994)
نيكولاس إيبانيز (بالإسبانية: Nicolás Ibáñez)‏ هو لاعب كرة قدم مكسيكي وأرجنتيني، ولد في 23 أغسطس 1994 في فينادو تيورتو في الأرجنتين. لعب مع أتلتيكو مدريد وجيمناسيا لابلاتا.

## وصلات خارجية
- نيكولاس إيبانيز (لاعب كرة قدم) على موقع قاعدة بيانات كرة القدم.إي يو (الإنجليزية)
- نيكولاس إيبانيز (لاعب كرة قدم) على موقع Soccerway.com (الإنجليزية)
- نيكولاس إيبانيز (لاعب كرة قدم) على موقع عالم كرة القدم.نت (الإنجليزية)